# オックスフォード大学のディヴィジョン
ディヴィジョン（Division）は、オックスフォード大学の組織単位。各学科（Department）・学部（Faculty）等が所属する。

## Humanities Division
以下の学部等を置く。
- ロザミア・アメリカ研究所（Rothermere American Institute）
- ラスキン美術学校
- 古典学部（Faculty of Classics）
- 英語英文学部（Faculty of English Language and Literature）
- 歴史学部（Faculty of History）
- 言語学・文献学・音声学部（Faculty of Linguistics, Philology & Phonetics）
- 中世・近現代語学部（Faculty of Medieval and Modern Languages）
- 音楽学部（Faculty of Music）
- 東洋学部（Faculty of Oriental Studies）
- 哲学部（Faculty of Philosophy）
- 神学・宗教学部（Faculty of Theology and Religion）
- 美術史学科（History of Art Department）
- オックスフォード人文学研究センター（The Oxford Research Centre in the Humanities, TORCH）
- ヴォルテール財団（Voltaire Foundation）

## Medical Sciences Division
以下の学部・学科等を置く。
- 生化学科（Department of Biochemistry）
- 腫瘍学科（Department of Oncology）
- 小児医学科（Department of Paediatrics）
- 経験心理学科（Department of Experimental Psychology）
- 薬学科（Department of Pharmacology）
- 生理学・解剖学・遺伝学科（Department of Physiology, Anatomy & Genetics）
- 精神医学科（Department of Psychiatry）
- ラドクリフ医学科（Radcliffe Department of Medicine）
- ナフィールド臨床医学科（Nuffield Department of Clinical Medicine）
- ナフィールド臨床神経科学科（Nuffield Department of Clinical Neurosciences）
- ナフィールド整形外科学・リウマチ学・筋骨格系科学科（Nuffield Department of Orthopaedics, Rheumatology and Musculoskeletal Sciences）
- ナフィールド公衆衛生学科（Nuffield Department of Population Health）
- ナフィールド・プライマリー・ケア・保健学科（Nuffield Department of Primary Care Health Sciences）
- ナフィールド外科学科（Nuffield Department of Surgical Sciences）
- ナフィールド（Nuffield Department of Women's & Reproductive Health）
- サー・ウィリアム・ダン病理学部（Sir William Dunn School of Pathology）

## Mathematical, Physical and Life Sciences Division
以下の学科等を置く。
- Begbroke Science Park
- Doctoral Training Centre
- 物理学科（Department of Physics）
- 化学科（Department of Chemistry）
- 地学科（Department of Earth Sciences）
- 植物学科（Department of Plant Sciences）
- 動物学科（Department of Zoology）
- 計算機科学科（Department of Computer Science）
- 統計学科（Department of Statistics）
- 材料学科（Department of Materials）
- 基礎工学科（Department of Engineering Science）
- 数学研究所（Mathematical Institute）

## Social Sciences Division
以下の学部・学科等を置く。
- 法学部（Faculty of Law）
- 経済学科（Department of Economics）
- 教育学科（Department of Education）
- 国際開発学科（Department of International Development）
- 政治・国際関係学科（Department of Politics and International Relations）
- 社会政策・介入学科（Department of Social Policy and Intervention）
- 社会学科（Department of Sociology）
- 考古学部（School of Archaeology）
- 人類学部（School of Anthropology and Museum Ethnography）
- 地理・環境学部（School of Geography and the Environment）
- グローバル・地域研究学部[2]（Oxford School of Global and Area Studies）
- サイード・ビジネス・スクール（Saïd Business School）
- ブラバトニック・スクール・オブ・ガバメント（Blavatnik School of Government）
- Oxford Internet Institute
- Oxford Martin School